# Ngassa (Meri)
Gassa :est une localité du Cameroun située dans l'arrondissement de Meri, le département du Diamaré et la région de l’Extrême-Nord. Elle fait partie du canton de Doulek.

## Population
En 1974, la localité comptait 479 habitants, des Moufou.
Lors du recensement de 2005, on y a dénombré 1 258 personnes.